# Straßenbahn Mülhausen
Die Straßenbahn Mülhausen (französisch: Tramway de Mulhouse) verkehrte zwischen 1882 und 1960 in der französischen Stadt Mülhausen (Mulhouse). Im Mai 2006 wurde in Zusammenhang mit der Renaissance dieses Verkehrsmittels ein neuer Straßenbahnbetrieb in der elsässischen Stadt eröffnet, der mittlerweile drei Linien im Stadtnetz umfasst. Im Dezember 2010 wurde zudem der Tram-Train Mulhouse–Vallée de la Thur, eine Zweisystem-Regionalstadtbahn nach dem Karlsruher Modell, realisiert.

## Meterspuriger Betrieb von 1882 bis 1960

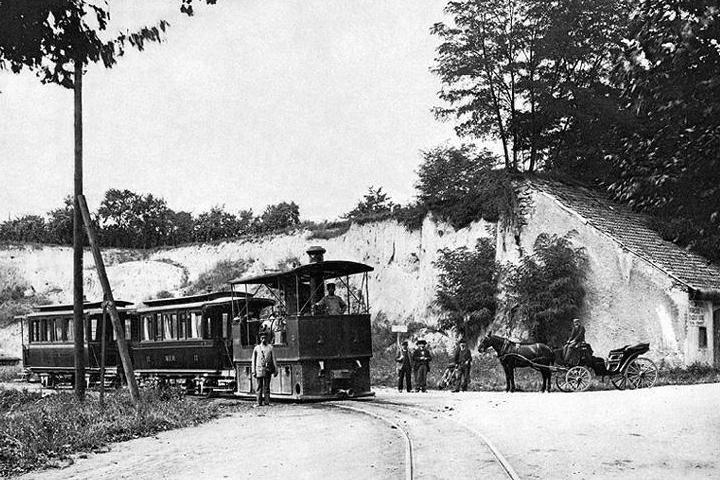
Dampfstraßenbahn Mühlhausen–Ensisheim–Wittenheim (SMEW) bei der Endstation Hohle Berg

Mülhausen hatte bereits von 1882 bis 1960 eine meterspurige Straßenbahn. Seit dem 23. Juli 1894 elektrisch betrieben, waren zuvor Dampflokomotiven eingesetzt worden. Zwei Überlandstrecken, zwischen 1885 und 1888 eröffnet, führten in die nördlich gelegenen Ortschaften Ensisheim (16 Kilometer) und Wittenheim (acht Kilometer). In Ensisheim bestand ab September 1907 eine Übergangsmöglichkeit zu einer Schmalspurbahn der Reichseisenbahnen in Elsaß-Lothringen nach Colmar. Mit dem Anschluss in Ensisheim hatte das Netz von Mülhausen vorübergehend eine Verbindung zu einem Netz von Schmalspurbahnen, in dessen Zentrum die Überlandstrecken der Straßburger Straßenbahn standen. 1914 wurde die Verbindung von Ensisheim nach Colmar als Folge des Ersten Weltkrieges auf Normalspur umgebaut, da die Hauptstrecke Colmar–Mülhausen unter französischem Beschuss lag. 1912 standen für den Betrieb neun Dampflokomotiven, 32 elektrische Triebwagen, 56 Beiwagen für Personen sowie 147 Güterwagen zur Verfügung.
1934 erreichte das Netz der Straßenbahn in Mülhausen mit 46 Kilometer Länge seine größte Ausdehnung. Zu dieser Zeit verkehrten neben den beiden 1929 elektrifizierten Vorortlinien fünf innerstädtische Straßenbahnlinien. Nach dem Zweiten Weltkrieg wurde das Netz schrittweise eingestellt. Die innerstädtischen Straßenbahnlinien – immer nur mit zweiachsigen Fahrzeugen betrieben – verkehrten zuletzt 1955. Der Überlandbetrieb, in dem auch vierachsige Triebwagen zum Einsatz kamen, konnte sich bis 1957 halten.
Besondere Bedeutung hatte in Mülhausen der Güterverkehr auf dem Straßenbahnnetz. Spinnereien und Webereien der örtlichen Textilindustrie erhielten per Straßenbahn ihre Kohle vom Hafen am Rhein-Rhône-Kanal. Rollwagen dienten dem Transport normalspuriger Güterwagen der Eisenbahn. 1934 lösten Diesellokomotiven die anfänglich eingesetzten Dampflokomotiven ab. Der Güterverkehr – 1960 auf die Straßen verlagert – war bis 1979 ein Geschäftsfeld der Verkehrsbetriebe.

## Oberleitungsbus
Neben der Straßenbahn wurde ab Juli 1907 die Stadtbahn Mülhausen, ein Vorläufer moderner Oberleitungsbusse, zur Erschließung des Rebberges eingesetzt. Für dieses auf Hügeln im Süden der Stadt gelegene Villenviertel schien die Straßenbahn als Verkehrsmittel nicht geeignet. Diese sogenannte „gleislose Bahn“ wurde schon am 14. Juli 1918 wieder eingestellt, nachdem ein Brand die Wagenhalle und alle Fahrzeuge zerstört hatte. Zwischen 1947 und 1968 existierte dann erneut ein Oberleitungsbus-Betrieb, der einen Teil der zuvor von der Straßenbahn erbrachten Verkehrsleistungen übernahm.

## Wiedereinführung der Straßenbahn

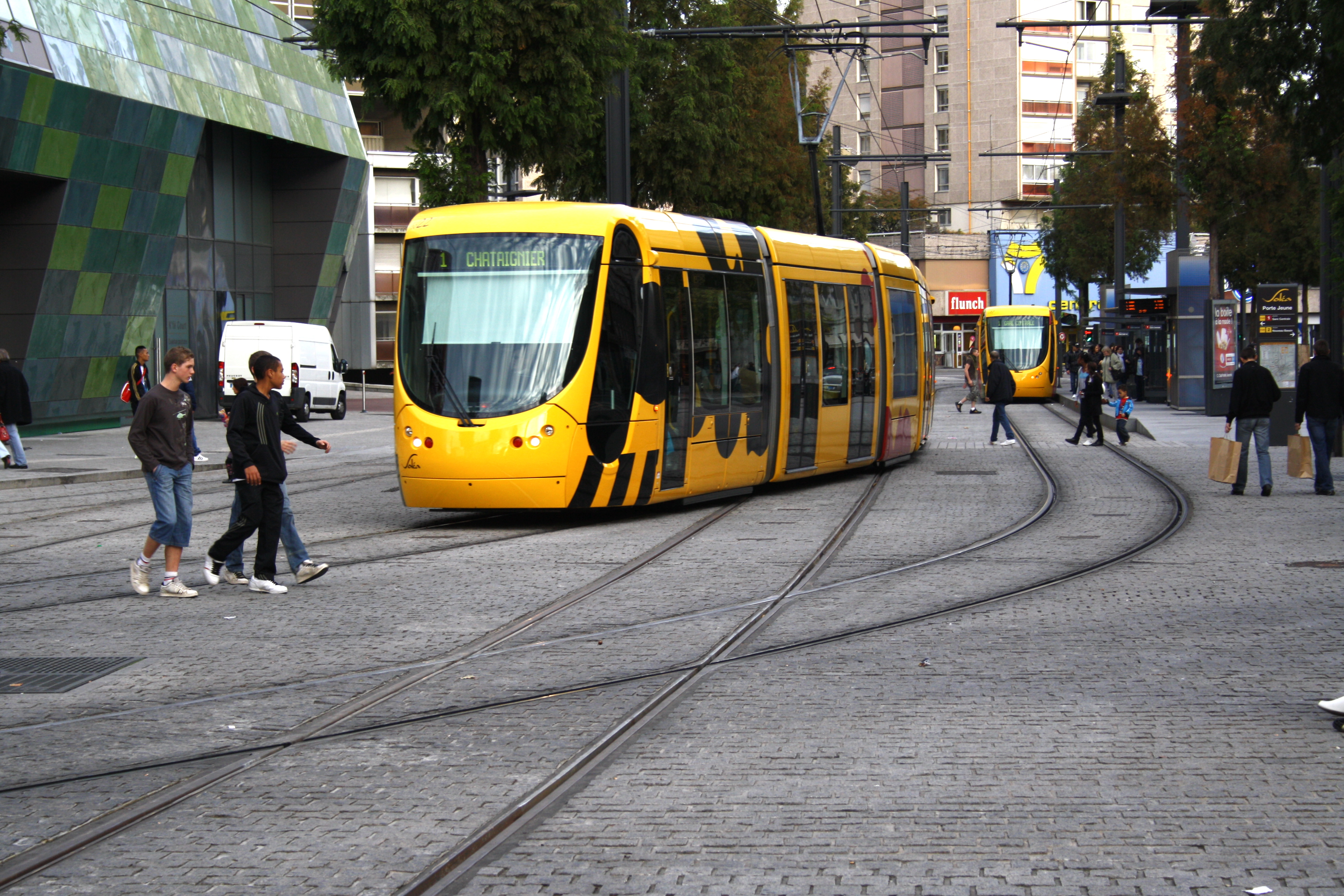
Zug der Linie 1 am Verknüpfungspunkt Porte Jeune

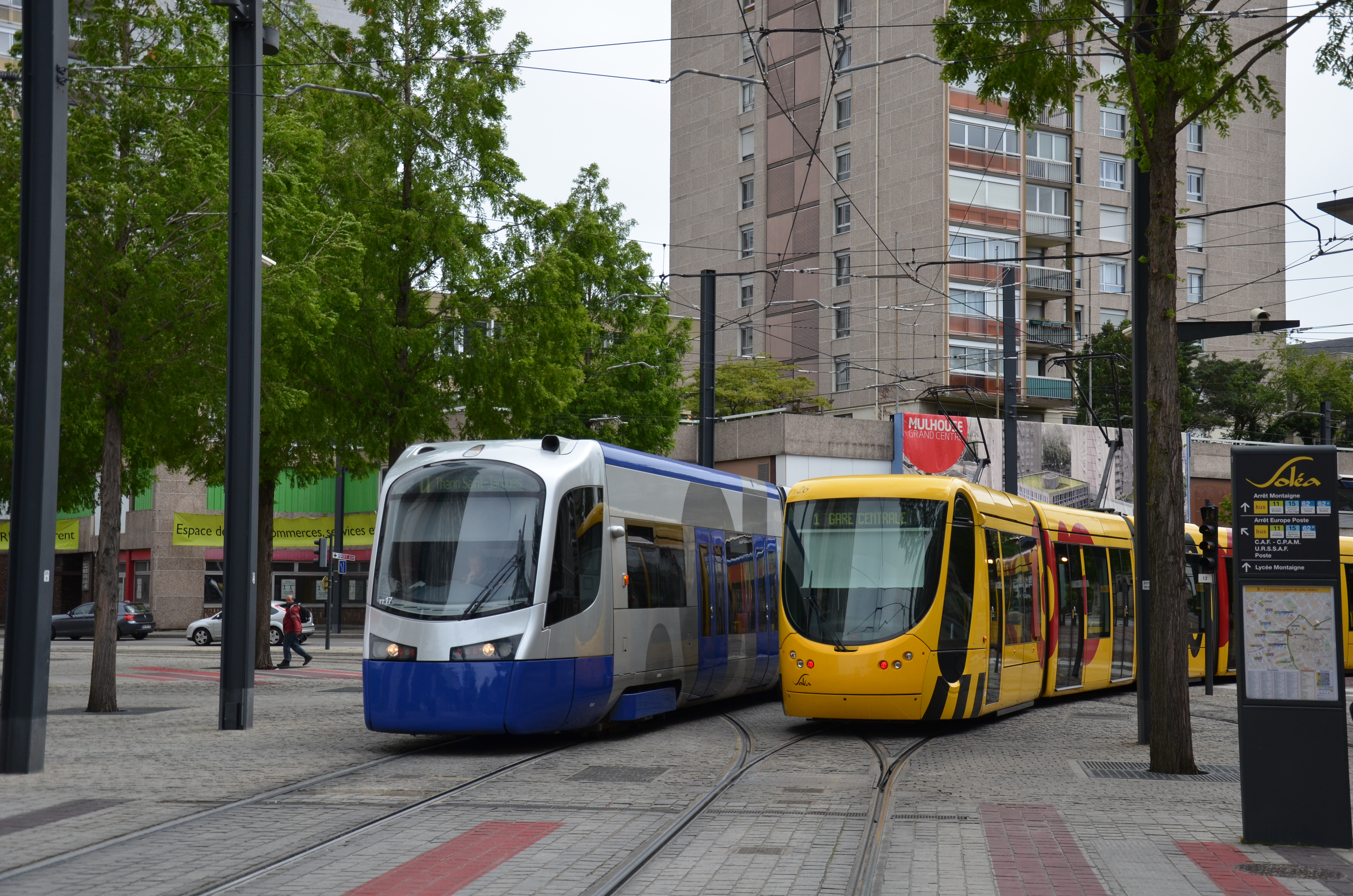
Ein Avanto der Zweisystem-Stadtbahn Tram-Train neben einem Citadis-Straßenbahnfahrzeug

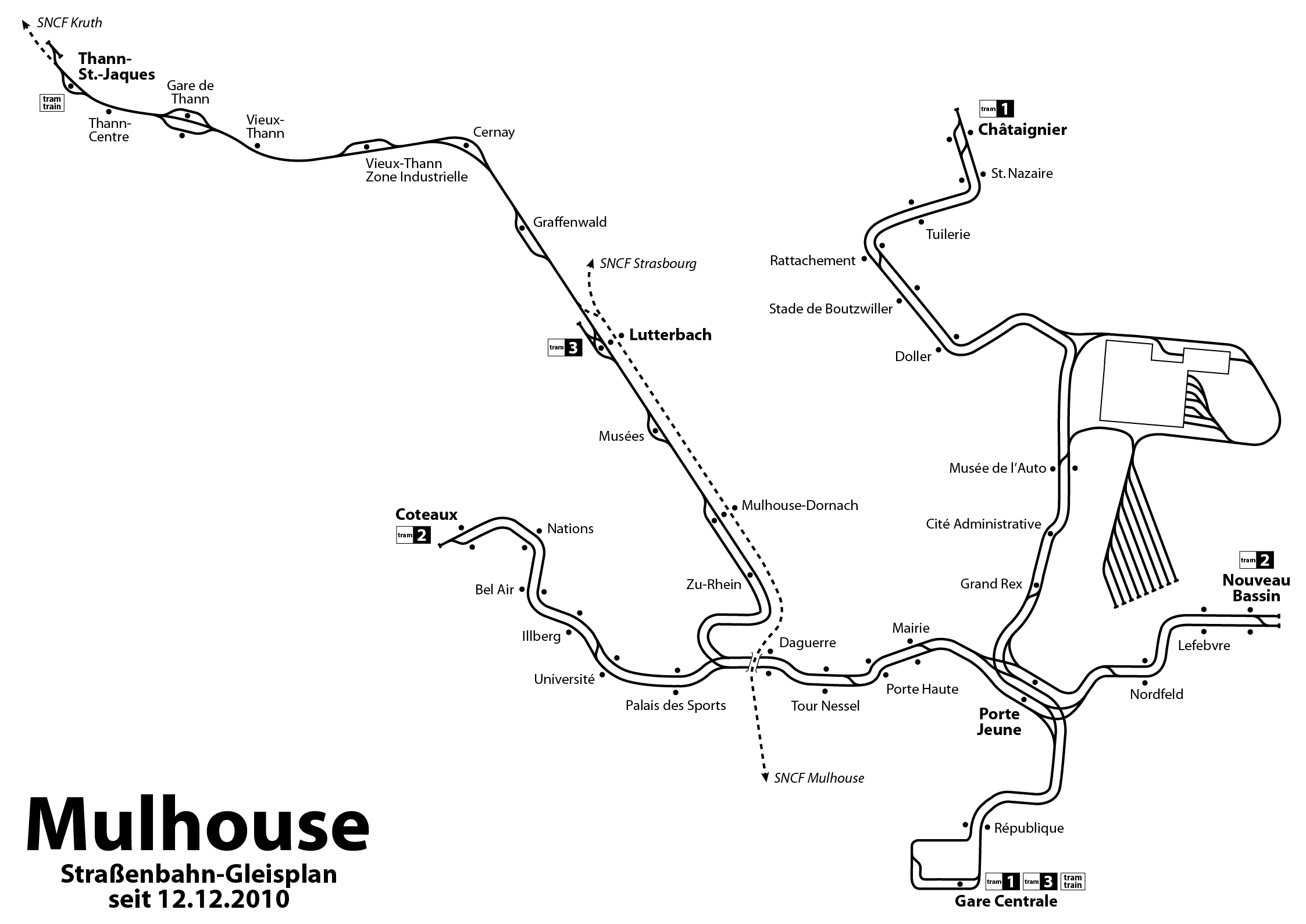
Das 2006 eröffnete Streckennetz

Ab 1991 wurde in Mülhausen über die Wiedereinführung eines öffentlichen Verkehrssystems auf eigener Trasse diskutiert. Zur Debatte stand zunächst ein O-Bus-System. Unter dem Eindruck des Karlsruher Modells entstanden Planungen für eine Tram-Train, eine Verknüpfung von Eisenbahn- und Straßenbahn-Strecken. Im Mittelpunkt der Überlegungen stand die Bahnstrecke Lutterbach–Kruth im Nordwesten von Mülhausen. Die Region Elsass – seit 1997 für den regionalen Schienenverkehr zuständig – legte im Oktober 2000 eine Machbarkeitsstudie für ein Stadt-Regionalbahn-Projekt vor. Schon 1997 war mit der Modernisierung dieser Eisenbahnstrecke begonnen worden. 30 Millionen Euro wurden für die Erneuerung der Gleise, Bahnsteige und Bahnhöfe, ein modernes Signalsystem sowie den Bau einer zusätzlichen Ausweiche in Willer-sur-Thur investiert. Seit Dezember 2000 verkehrten auf der Strecke moderne Dieseltriebwagen von Typ X 73500, in der Hauptverkehrszeit teilweise alle 20 Minuten.
Für die Straßenbahn und den innerstädtischen Teil der Tram-Trains Mulhouse ist das „Syndicat Intercommunal des Transports de l’Agglomération mulhousienne“ (SITRAM) zuständig, ein Kommunalverband ausschließlich für die Belange des öffentlichen Verkehrs. SITRAM gehören 24 Kommunen mit 235.000 Einwohnern und einer Fläche von 253 Quadratkilometern an. Der Kommunalverband war der Auftraggeber einer Machbarkeitsstudie, die im April 1999 veröffentlicht wurde. Zwei Jahre später wurde das Streckennetz festgelegt, Baubeginn für das Stadtnetz war Ende 2002.

## Normalspuriger Betrieb ab 2006
Am 13. Mai 2006 ging ein 11½ Kilometer langes Grundnetz aus zwei Linien in Betrieb. Zur offiziellen Eröffnung eine Woche später war der französische Staatspräsident Jacques Chirac anwesend. Die Buslinien wurden bis Anfang Juli schrittweise auf die Straßenbahnstrecken ausgerichtet. Die anschließenden Sommermonate mit dem ferienbedingt geringeren Fahrgastaufkommen dienten der Optimierung des neuen Verkehrssystems.

### Strecken, Betrieb und Betriebshöfe
Das Grundnetz bestand aus zwei Strecken, deren Übergangspunkt die viergleisige Haltestelle Porte Jeune war. Es umfasste insgesamt 27 Haltestellen.
Die Linie 1 wurde mit einer Länge von 4,3 Kilometern in Nord-Süd-Richtung eröffnet. Am 4. Juli 2009 wurde sie im Norden um 1,5 Kilometer und drei Haltestellen verlängert. Neue Endstation ist nun Châtaignier im Stadtteil Bourtzwiller. An der bisherigen nördlichen Endstation Rattachement besteht Anschluss an verschiedene Buslinien des städtischen und des Überlandverkehrs. Der südliche Endpunkt der Linie 1 ist der Hauptbahnhof, der auf einer Wendeschleife angefahren wird. Dazwischen liegen beispielsweise das Stadion Bourtzwiller und das Verkehrsmuseum Cité de l’Automobile. Die Haltestelle beim Ausstellungsgelände „Parc Expo“ wird nur bei Messen angefahren.
Die Linie 2 verbindet das Neubaugebiet Coteaux im Südwesten von Mülhausen mit Nouveau Bassin, dem Standort eines Park-and-ride-Platzes an einem Autobahnzubringer. Zwischenstationen der 7,2 Kilometer langen Linie sind unter anderem die Universität sowie der Sportpalast.

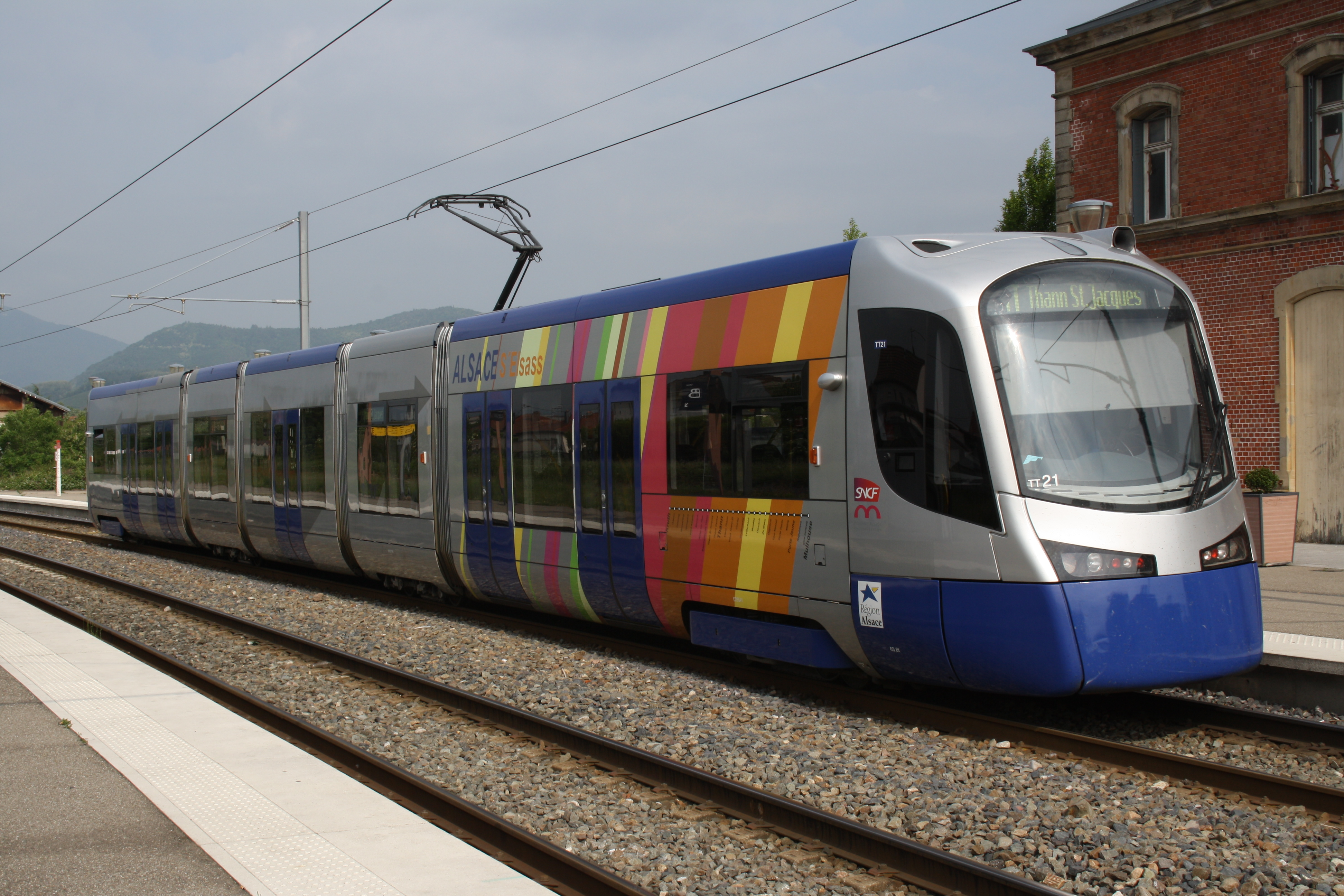
Zug des Tram-Train im Bahnhof Cernay

Am 12. Dezember 2010 gingen der Tram-Train Mulhouse–Vallée de la Thur und eine dritte Straßenbahnlinie in Betrieb. Dabei wurde zunächst nur die Strecke bis Thann elektrifiziert und von Zweisystemstadtbahnen befahren, auf dem Streckenabschnitt im oberen Thurtal bleibt der Dieselbetrieb bestehen. In Lutterbach wird vom Stromsystem der SNCF mit 25 Kilovolt 50 Hertz Wechselstrom auf das Stromsystem der Straßenbahn mit 750 Volt Gleichstrom gewechselt. Ab Lutterbach wurde eine vier Kilometer lange, teils eingleisige Straßenbahnstrecke parallel zur Eisenbahnstrecke von Mulhouse nach Colmar gebaut, die bei Rond-point Stricker in die vorhandene Strecke der Linie 2 einmündet. Die Züge von Thann verkehren im Stadtnetz über Port Jeune zum Vorplatz des Hauptbahnhofs. Insgesamt ist die Tram-Train-Strecke 22 Kilometer lang; hiervon entfallen 15,5 Kilometer auf die vorhandene Eisenbahnstrecke.
Der Betriebshof der Straßenbahn wurde in der Nähe des Ausstellungsgeländes auf dem Gelände einer vorhandenen Einrichtung für Busse gebaut. Die Gelenkwagen der Straßenbahn werden im Freien abgestellt.
Zu den Hauptverkehrszeiten werden die Straßenbahnlinien 1 und 2 alle sechs Minuten betrieben. Tagsüber wird der Takt auf 7½ Minuten und spätabends sowie Sonntag vormittags auf 30 Minuten ausgedünnt, dann mit Sammelanschluss in alle vier Richtungen. Der Tram-Train verkehrt zwischen Mülhausen und Thann montags bis samstags halbstündlich, sonntags stündlich. Zwischen Lutterbach und Hauptbahnhof verkehrt zusätzlich die Linie 3, wodurch sich das Fahrtangebot verdoppelt. In den Hauptverkehrszeiten verkehren weiterhin Triebwagen der Transport express régional (TER) von Mülhausen über Thann nach Kruth.

### Gestaltung
Wie in anderen französischen Städten wurde in Mülhausen der Neubau der Straßenbahn als Teil eines umfassenderen Projektes zur Stadtgestaltung betrachtet. Besonderen Wert wurde auf die Einbettung der Straßenbahntrasse in die Umgebung sowie die künstlerische Ausgestaltung gelegt. 80 Prozent der Linie 2 verlaufen als Rasengleis, etwa 1000 Bäume wurden entlang der Strecken gepflanzt. Für die Gestaltung der Linie 1 wurde der deutsche Künstler Tobias Rehberger engagiert. Dessen Installationen nehmen Bezug auf die Umgebung der Haltestellen, an der Station Grand Rex verweist er auf die früher dort zahlreichen Kinos. Der französische Bildhauer Daniel Buren markierte die Haltestellen der Linie 2 mit acht Meter hohen, farbigen Stahlbögen, an denen zugleich die Oberleitungen befestigt sind.

### Fahrzeuge

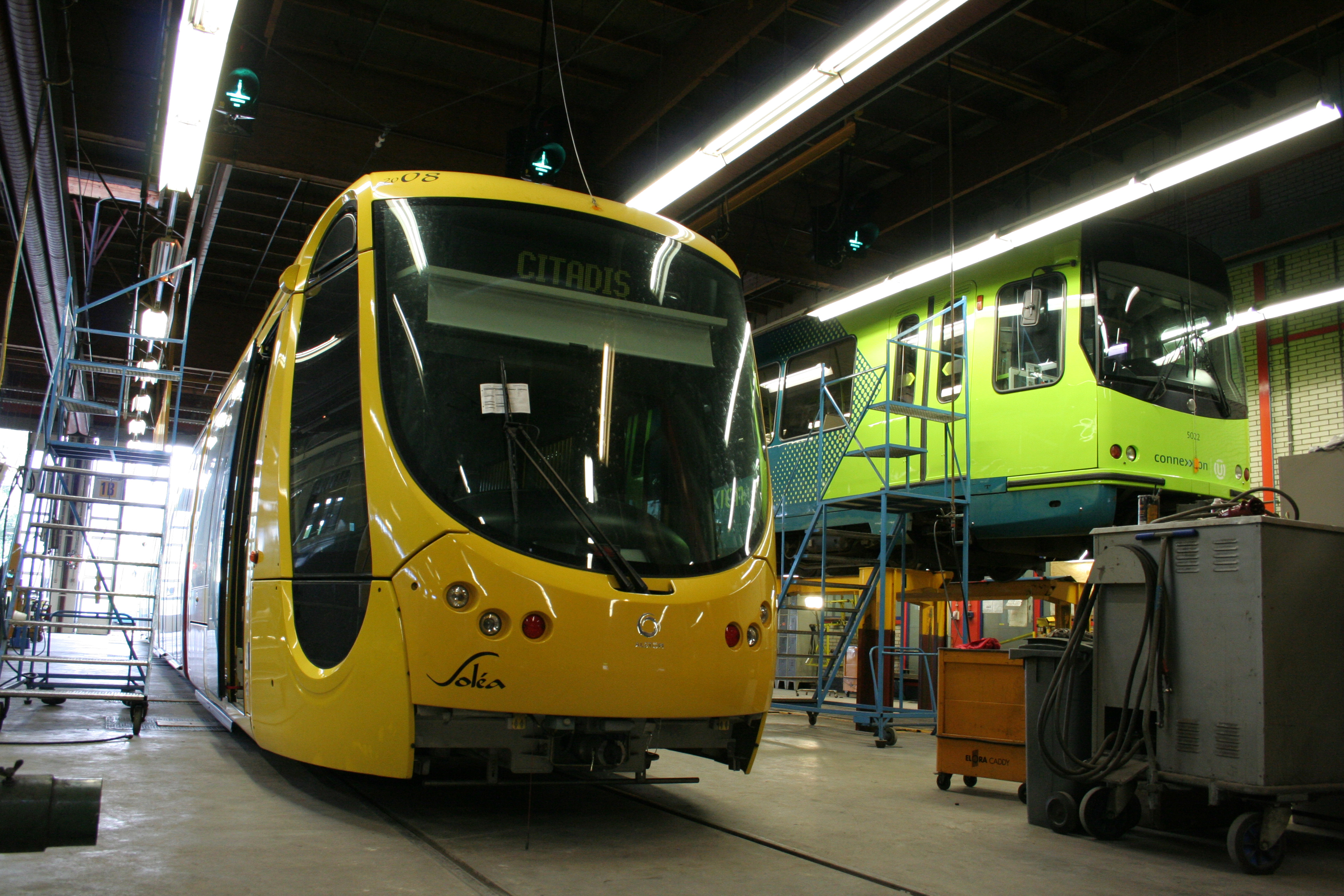
Nach Utrecht ausgeliehener Straßenbahnwagen in der dortigen Werkstatt

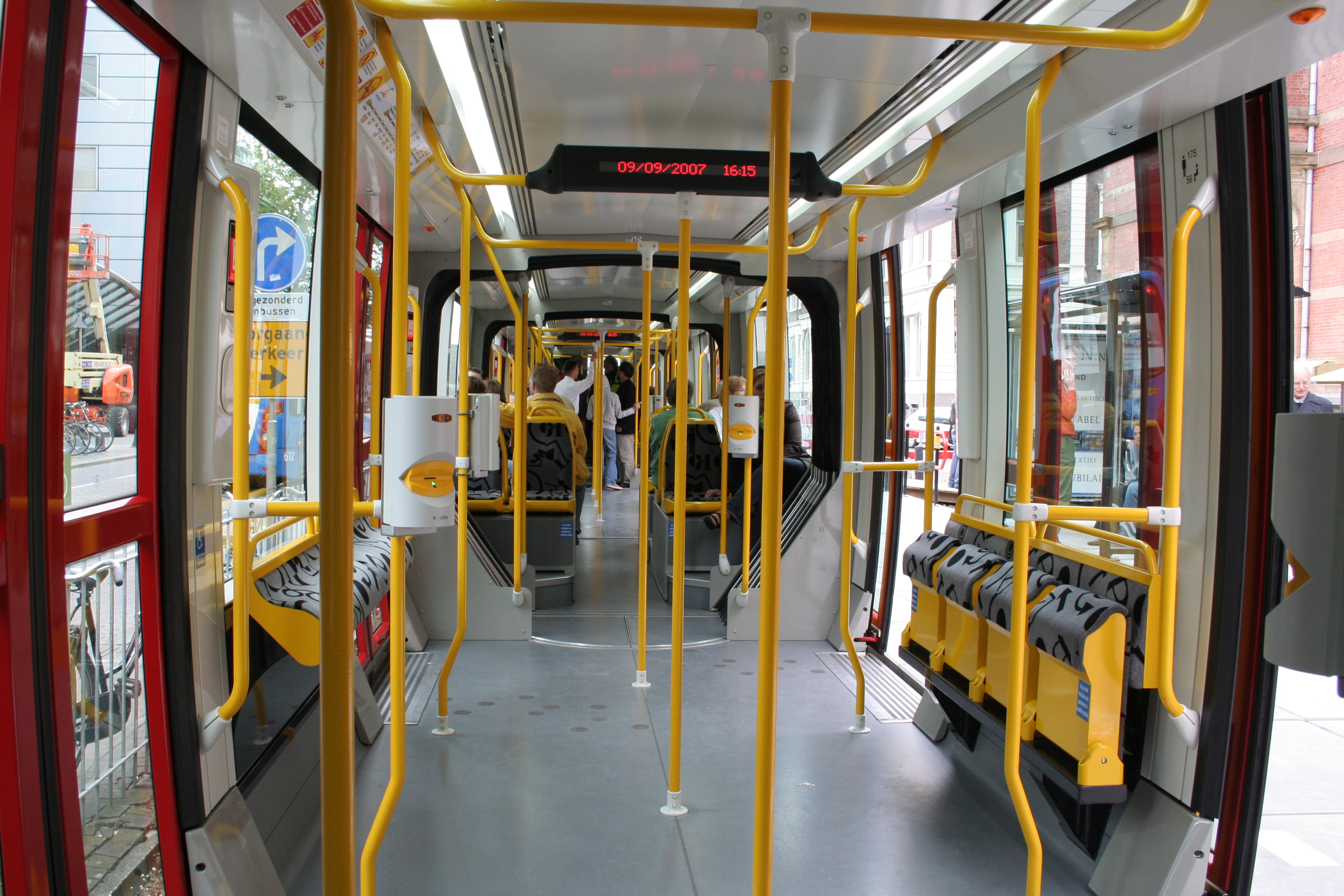
Blick in den Innenraum eines Gelenkwagens

Im Stadtnetz kommen 27 Niederflur-Gelenkwagen vom Typ Citadis 302 zum Einsatz. Die Züge sind 32,5 Meter lang, 2,65 Meter breit und 3,3 Meter hoch. Sie haben 64 Sitz- und 175 Stehplätze. Die zulässige Höchstgeschwindigkeit beträgt 70 Kilometer pro Stunde. Die Stromversorgung erfolgt über eine mit 750 Volt betriebene Oberleitung. Für das 2006 in Betrieb gegangene Grundnetz sind zunächst nur 15 Züge erforderlich; aus wirtschaftlichen Gründen erfolgte jedoch die Beschaffung aller für das geplante Stadtnetz erforderlichen 27 Fahrzeuge. Zwei Züge der Straßenbahn Mülhausen sind vorübergehend nach Buenos Aires verliehen, ein weiterer war in Utrecht unterwegs, weitere fünf Fahrzeuge wurden nach Melbourne abgegeben.
Die Grundfarbe des äußeren Wagenkastens ist Gelb, die einzelnen Fahrzeuge sind mit unterschiedlichen roten oder schwarzen geometrischen Motiven versehen. Die Bevölkerung konnte im September 2003 über das Design mit abstimmen; die Frontpartie der Citadis-Züge unterscheidet sich von normalen Ausführungen des Herstellers. Die Ansage der Haltestellen in den Fahrzeugen erfolgt abwechselnd durch eine Frauen- und eine Männerstimme und wird eingeleitet durch Motive, die der französische Komponist Pierre Henry beisteuerte.
Für die Tram-Train-Verbindung ins Thurtal bestellte die französische Staatsbahn SNCF beim Hersteller Siemens Transportation Systems zwölf Zweisystem-Stadtbahnwagen vom Typ Avanto. Die SNCF setzt diesen Fahrzeugtyp seit 2006 auf der Linie 4 der Pariser Straßenbahn ein. Die Triebwagen wurden ab 2009 ausgeliefert und sind im Betriebshof der Straßenbahn am Ausstellungsgelände untergebracht. Sie bieten bei einer Länge von 36,4 Metern und einer Breite von 2,65 Metern 85 Sitz- und 146 Stehplätze. Die Höchstgeschwindigkeit beträgt 100 Kilometer pro Stunde. Die blau-sibergraue Farbgebung der Triebwagen entspricht dem Farbschema der TER; dabei wurden die geometrischen Motive der Citadis-Züge übernommen. Für den regulären Betrieb der Strecke ins Thurtal werden vier der zwölf Triebwagen benötigt.

### Finanzierung

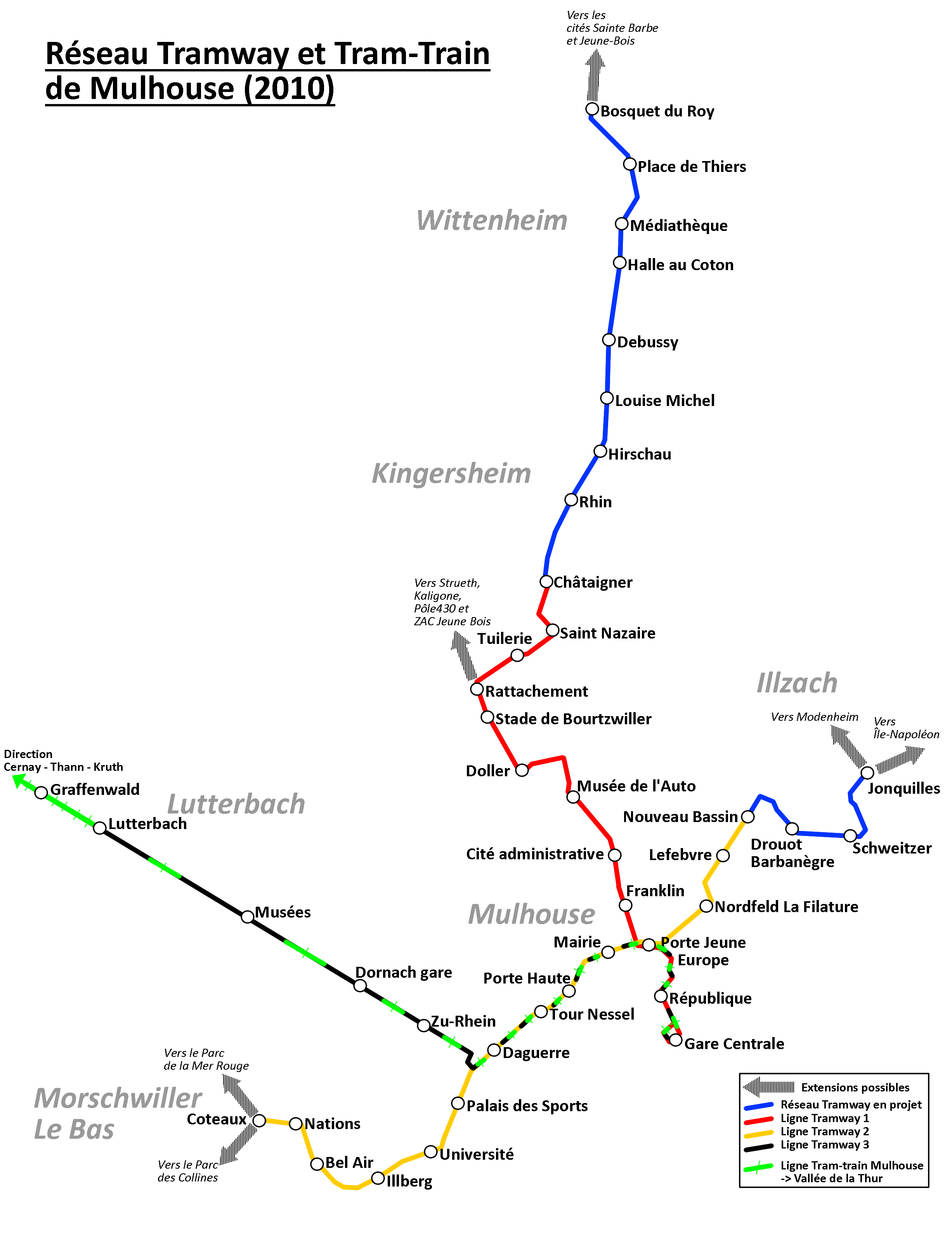
Geplante Streckenverlängerungen der Straßenbahnen Mülhausen (in blau); Planungsstand 2009

Für die 2006 in Betrieb gegangenen Strecken, das Depot und die Fahrzeuge – soweit für das Grundnetz notwendig – wurde vorab von Investitionen in Höhe von 250 Millionen Euro ausgegangen. Dieser Kostenrahmen wurde etwas unterschritten. Für die Fertigstellung des kompletten Stadtnetzes wird mit Kosten von weiteren 90 Millionen Euro gerechnet. Dies sind 17,3 Millionen Euro pro Kilometer, ein im innerfranzösischen Vergleich unterdurchschnittlicher Wert.
Bei der Tram-Train-Verbindung ins Thurtal ging man anfänglich von 90 Millionen Euro für die Gesamtstrecke aus. In der Planungsphase ergaben sich Kostensteigerungen, so dass die Teilstrecke bis Thann gut 84 Millionen Euro kostete. Die zwölf Avanto-Züge der SNCF erfordern zusätzliche Investitionen von knapp 53 Millionen Euro.
Hauptfinanzierungsquelle ist der Versement transport, eine Transportsteuer, die im Verkehrsgebiet von allen Arbeitgebern mit mehr als neun Beschäftigten erhoben wird. Die Höhe der Steuer wird vom Kommunalverband festgesetzt, in Mülhausen wird mit 1,4 % der Lohnsumme die zulässige Höchstgrenze von 1,75 % nicht ausgeschöpft. Daneben nahm die SITRAM Kredite zur Finanzierung der Investitionen auf. Bei dem 2006 eröffneten Grundnetz übernahm der französische Staat etwa 30 Prozent der Investitionskosten, geringere Zuschüsse kamen von der Region Elsass und dem Département Haut-Rhin. Mittlerweile hat sich der Staat aus der Finanzierung der Infrastruktur zurückgezogen, was zu Verzögerungen beim weiteren Ausbau führt.

### Bilanz und weiterer Ausbau
Im November 2008 wurden auf beiden Straßenbahnlinien 55.000 Fahrgäste pro Tag und damit 17 Prozent mehr als ein Jahr zuvor gezählt. Für das gesamte Nahverkehrsnetz in Mülhausen werden 103.400 Fahrgäste pro Tag angegeben; dies entspricht einer Steigerung von 25 Prozent in zwei Jahren.
Das Stadtnetz sollte nach den ursprünglichen Planungen zwei Streckenverlängerungen erhalten: Die Linie 2 sollte im Osten von Nouveau Bassin um drei Stationen bis Jonquilles in der selbständigen Stadt Riedisheim verlängert werden. Die Linie 1 sollte im Norden über Kingersheim die Stadt Wittenheim erreichen, dabei waren acht neue Haltestellen vorgesehen. Diese Strecke sollte teilweise eingleisig erbaut und nur von jedem zweiten Zug der Linie 1 befahren werden. Aus finanziellen Gründen unterblieben jedoch bisher diese Erweiterungen. Stattdessen gibt es seit Herbst 2013 auf der vorgesehenen Verlängerung der Linie 1 eine Metrobuslinie.